# Playback
Il playback è una tecnica consistente nel sovrapporre, durante una esibizione, una registrazione precedentemente effettuata di un brano alla reale performance dell'artista, o degli artisti. In questo caso lo spettatore osserva l'interpretazione, ma ascolta una registrazione e difficilmente può percepire se l'interpretazione sia originale o artefatta.

## Storia
Il termine playback può essere tradotto come "riprodotto" o "suonato dietro" ovvero riprodurre una registrazione come sottofondo ad una performance. Questa tecnica nasce negli anni '10 e '20 del 1900 come stratagemma durante le riprese di un film. La tecnica può essere semplicisticamente spiegata così: veniva registrata prima di tutto la traccia vocale del film che in seguito veniva riprodotta durante le riprese della scena. Questo metodo, come spiega l'esperto tecnico del suono Luciano Muratori, era una prima soluzione all'avvento del sonoro.
Questa tecnica è attualmente usata nella realizzazione di video musicali, dove il brano viene trasmesso in playback durante le riprese e gli artisti fingono di suonare seguendo la registrazione.
Il termine poi passò a descrivere la tecnica di sovrapporre all'audio originale un audio precedentemente registrato. Inoltre la tecnica venne anche introdotta in alcuni balletti che richiedevano che l'artista cantasse e ballasse allo stesso momento. Ricordiamo programmi musicali come Studio Uno e Canzonissima che utilizzavano, chi più chi meno, la tecnica del playback per i cantanti e i balletti cantati. Il più ricordato è il balletto delle sorelle Kessler che le vedeva cantare il Dadaumpa.
Il primo playback televisivo per il Festival di Sanremo è attribuito da molte fonti a Claudio Villa che, nell'edizione del 1955, ricorse a questa tecnica a causa di motivi di salute. In seguito pare che anche Bobby Solo abbia utilizzato questo stratagemma durante un'edizione del Festival di Sanremo.
L'uso del playback si fece strada anche nelle esibizioni dal vivo di cantanti e musicisti che con il tempo spesso utilizzarono questo stratagemma nei concerti dal vivo, come Michael Jackson, il quale maggior parte delle esibizioni comprendevano passi di danza. Il playback è stato tuttavia protestato spesso, come i Queen, ospiti al Festival di Sanremo 1984, che allontanarono il più possibile da loro i microfoni. Anche Rose Villain, partecipante al Festival di Sanremo 2025, che ha girato il microfono impugnandolo al contrario.

## La tecnica
Il playback può essere utilizzato sia dai cantanti sia dai musicisti. Nel canto l'artista muove le labbra in sincrono con la registrazione oppure canta e in questo caso il volume del microfono è azzerato. Nella performance strumentale l'artista finge di suonare lo strumento che ha "volume zero" oppure non è nemmeno collegato al mixer audio.
Il playback va distinto dal sincronismo labiale (o lip sync), ovvero la situazione in cui l'artista mima il canto su una base preregistrata. Infatti il termine playback indica la tecnica di sincronizzazione di una ripresa cinematografica o televisiva con una colonna sonora registrata separatamente. Inoltre, il termine playback singer, usato per lo più a Bollywood, indica un cantante di canzoni preregistrate per uso nei film, che gli attori mimano nel senso italiano.

## Playback, supporti e basi
Si può differenziare la tecnica del playback dall'uso di supporti in campo musicale.
Con "supporto" si intende sia una intera traccia utilizzata nell'esecuzione musicale che è impossibile da realizzare da parte del gruppo sia alcune parti che vengono inserite durante l'esecuzione.
Un altro uso dei supporti è "l'uso misto" ovvero l'esecuzione di una parte cantata o suonata dal vivo da un musicista e l'inserimento di una parte registrata con la mancata esecuzione del musicista. Questa tecnica può essere usata per non affaticare un cantante durante un tour facendo in modo di non fargli eseguire acuti o brani in particolari tonalità. Allo stesso modo può essere usata per gli strumentisti.
Con il termine "uso di base" o "uso di base musicale" si intende invece l'uso di una registrazione completa di tutte le parti strumentali di un brano trasmessa in playback durante un'esibizione. Nel caso di esibizioni con band spalla alcuni cantanti utilizzano delle basi musicali. In questo modo la band suona in playback e il cantante dal vivo evitando tempi da dedicare a prove con la band o altro. A volte si verifica il caso che un cantante usi una base registrata e che i musicisti suonino dal vivo.
Si può anche registrare il caso di playback totale ovvero un'esibizione totalmente in playback da parte sia dei musicisti sia del/dei cantanti.